# Bayerischer Platz
Bayerischer Platz (pol. plac Bawarski) – plac w Berlinie, w Niemczech, w dzielnicy Schöneberg, okręgu administracyjnym Tempelhof-Schöneberg. Został wytyczony w 1908.
Przy placu znajduje się stacja metra linii U4 Bayerischer Platz.